# Max Schobert
Max Johann Markus Schobert (ur. 15 sierpnia 1904 w Würzburgu, zm. 19 listopada 1948 w Landsberg am Lech) – niemiecki zbrodniarz nazistowski, Schutzhaftlagerführer w niemieckim obozie koncentracyjnym Buchenwald i SS-Sturmbannführer. Członek NSDAP i Schutzstaffel od 1932.

## Życiorys
Obozową karierę rozpoczął w Dachau w 1934, gdzie przebywał do 1938. Sprawował tam funkcje Blockführera i kierownika komanda więźniarskiego. Następnie od 1938 do końca 1939 pełnił służbę we Flossenbürgu jako kierownik komanda zajmującego się budową baraków obozowych. Wreszcie, od stycznia 1940 do 11 kwietnia 1945, pełnił funkcję Schutzhaftlagerführera (do 1942]był zastępcą kierownika obozu) w Buchenwaldzie. Schobert odpowiadał także za pracę przymusową więźniów tego obozu. Nieustannie znęcał się nad więźniami, bijąc ich, kopiąc, uderzając batem czy szczując psem. Kierował tzw. Kommando 99, którego zadaniem było mordowanie jeńców radzieckich w obozowej stajni (zginęło ich około 8 tysięcy). Oblicza się, że nadzorował około 300 egzekucji. W wielu osobiście brał udział. W kwietniu 1945 przez kilka tygodni sprawował również funkcję Schutzhaftlagerführera w obozie Dachau.
Pod koniec kwietnia 1945 Schobert zbiegł do Austrii, gdzie został schwytany w maju 1945 przez Amerykanów. Został następnie osądzony w procesie załogi Buchenwaldu (US vs. Josias Prince Zu Waldeck i inni) przed amerykańskim Trybunałem Wojskowym w Dachau. Schobert został skazany na śmierć przez powieszenie. Wyrok wykonano 19 listopada 1948 w więzieniu Landsberg.